# خوان بابلو رودريغيز
خوان بابلو رودريغيز (بالإسبانية: Juan Pablo Rodríguez) (7 أغسطس 1979 بسابوبان في المكسيك - ) هو لاعب كرة قدم مكسيكي في مركز الوسط. شارك مع منتخب المكسيك تحت 20 سنة لكرة القدم ومنتخب المكسيك لكرة القدم. أما مع النوادي، فقد لعب مع ريال مدريد وسانتوس لاغونا ونادي أطلس ونادي تيكوس ونادي غوادالاخارا ونادي موريليا الرياضي.

## مسيرته الكروية
لعب خوان بابلو رودريغيز خلال مسيرته الاحترافية مع 5 أندية في أربعة وعشرون موسمًا وسجل خلالها 98 هدفًا ضمن 594 مباراة. حيث فاز في موسم واحد بالكأس وفي أربعة مواسم بالدوري.
خاض خوان بابلو رودريغيز مسيرته مع نادي أطلس في موسم 1996–97 في المرة الأولى ليلعب معه سبعة مواسم ثم في موسم 2014–15 لمدة موسم واحد، مشاركًا طوالها في 177 مباراة سجل خلالها 45 هدفًا. ثم انتقل إلى نادي تيكوس في موسم 2003–04 واستمر معه طيلة ثلاثة مواسم، حيث شارك في 98 مباراة سجل خلالها 11 هدفًا. لينتقل بعدها إلى نادي سانتوس لاغونا في موسم 2006–07 ليلعب معه تسعة مواسم، مشاركًا في 241 مباراة سجل خلالها 30 هدف. ثم انتقل إلى نادي موريليا الرياضي في موسم 2015–16 واستمر معه طيلة ثلاثة مواسم، مشاركًا في 65 مباراة سجل خلالها 12 هدفًا.

## وصلات خارجية
- خوان بابلو رودريغيز على موقع الاتحاد الدولي (مؤرشف)  (الإنجليزية)
- خوان بابلو رودريغيز على موقع قاعدة بيانات كرة القدم.إي يو (الإنجليزية)
- خوان بابلو رودريغيز على موقع ناشيونال فوتبول تيمز (الإنجليزية)
- خوان بابلو رودريغيز على موقع Soccerway.com (الإنجليزية)
- خوان بابلو رودريغيز على موقع AS.com (الإسبانية)